# Piersanto Cecili

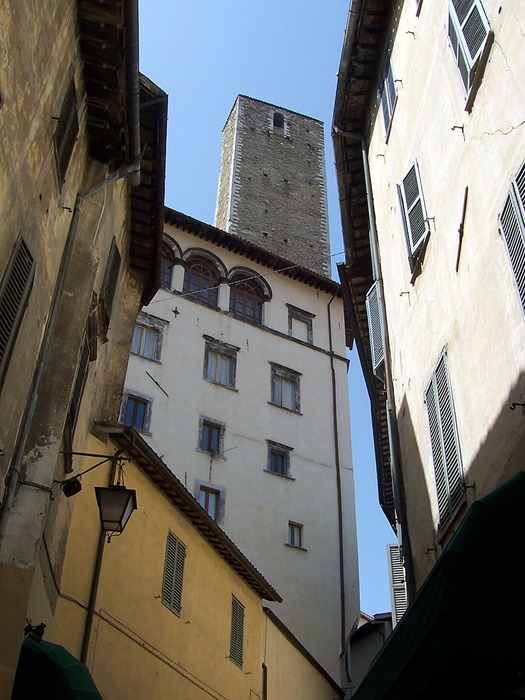
Spoleto, Palazzo Vigili e Torre dell'olio, abitati dalla famiglia Cecili.

Piersanto Cecili, noto come Saccoccio da Spoleto (Spoleto, 1465 circa – Agnadello, 14 maggio 1509), è stato un politico e condottiero italiano.

## Biografia
Era figlio di un notaio, membro della nobile famiglia dei Cecili, dimorante a Spoleto nel Palazzo Vigili annesso alla Torre dell'olio.
Nel 1487 ebbe l'incarico di ambasciatore presso lo Stato della Chiesa per il Comune di Spoleto. Capo indiscusso della fazione guelfa, nel 1495 andò in soccorso alla città di Todi assediata. Nel 1497 andò in armi contro Terni e combatté a fianco del condottiero Bartolomeo d'Alviano. Nel gennaio 1502 passò sotto lo Stato della Chiesa combattendo contro i Da Varano di Camerino. Nel 1504 tendò di impadronirsi di Spoleto, ma viene sconfitto dalle truppe papali di papa Giulio II ed espulso dalla città. Passò alle dipendenze delle Repubblica di Venezia, combattendo in Veneto contro la fanteria tedesca.
La sua ultima azione militare venne registrata alla battaglia di Agnadello, dove combatté valorosamente nelle file di Bartolomeo d'Alviano contro i francesi che occupavano Milano, morendo il 14 maggio 1509 trafitto da alcune lance.

## Discendenza
Ebbe due figlie femmine.